# Ignacy Izaak Azar
Ignacy Izaak Azar (ur. ?, zm. ?) – w latach 1709–1722 106. syryjsko-prawosławny Patriarcha Antiochii. 